# Tangpu (köpinghuvudort i Kina, Jiangxi Sheng, lat 28,44, long 114,98)
Tangpu är en köpinghuvudort i Kina. Den ligger i provinsen Jiangxi, i den sydöstra delen av landet, omkring 92 kilometer väster om provinshuvudstaden Nanchang. Antalet invånare är 23 467. Befolkningen består av 11 151 kvinnor och 12 316 män. Barn under 15 år utgör 19,0 %, vuxna 15-64 år 70 %, och äldre över 65 år 9,0 %.
Runt Tangpu är det tätbefolkat, med 266 invånare per kvadratkilometer. Närmaste större samhälle är Yangxu, 18,9 km öster om Tangpu. Trakten runt Tangpu består till största delen av jordbruksmark.
Genomsnittlig årsnederbörd är 2 092 millimeter. Den regnigaste månaden är maj, med i genomsnitt 337 mm nederbörd, och den torraste är oktober, med 32 mm nederbörd.